# エンヤトットでDancing!!
『エンヤトットでDancing!!』（エンヤトットでダンシング）は、岡林信康が1987年に自主制作で発売したアルバム。

## 解説
日本のオリジナルはなんだ？と自問自答している中、祭り囃子や民謡、御神楽といったものに受け継がれているリズムやノリがポイントだということは、長い時間をかけてわかってきた。小二の時、牧師の息子としては、異教徒が酒に酔って踊る盆踊りへの参加はご法度だったが、つい飛び込んだ江洲音頭で踊ったときに味わった「これはおもろい、賛美歌よりええやないか」という陶酔感があり、どうにか自分の中でそれを表現できないかと思案する日々が続く。民謡関係の人に当たって、太鼓の先生を一緒に訪ねたり、和太鼓のグループとジョイントしてみたりもするが、チンドン屋サウンドにしかならなかった。好きだったボブ・ディランのレコードも全部片付けた。しかしまったく詞が書けず、納得行くサウンドもできないためコンサートもできず、経済的に困窮していく。
そんな中「家の中にある家電製品がないと生きられないという生活スタイルは、「生身を使って何かやる」という手応えを感じられない。音楽でも11トントラックを使って機材運んだりして、コンサートするのにもすごく経費がかかる。そのためにヒット曲を出さないといけないし、そんな電気楽器をいっぱい使わないと歌も歌えないのか」という欲求不満が溜まった頃、一回裸になって何かを見つけようと思い、1983年9月、奈良県下の道場で作詞家の吉岡治と断食を決行。少しずつ食事を減らして、最終的に水だけで1週間暮らしたところ、体の排泄作用が高まって体の中の毒が背中に赤い斑点となって出た。そこから「必要最低限のものがあれば、人間は本来生きていけるはずだ」と気付く。「生身と必要最低限の機械や道具があればそれで幸せやないか」と。そうやって突き詰めていった結果、生ギター1本で呼ばれればどこへでも行く「ベアナックルレヴュー'85」と題したツアーを1984年6月から行う。ベアナックルとは「むき出しの拳」という意味。
ギター1本のみで全国200箇所以上、日本各地への遠征コンサートを行う。そういった中、1986年11月20日に大阪の豊中で行われたサムルノリのコンサートを見て、彼らが自分たちのリズムをやっていることに驚き、そのことがきっかけになって新しい歌が書けるようになり、日本民謡的なリズムに乗せた独自のロック「エンヤトット」にたどりつく。
前作の『GRAFFITI』と違い、今作は今までにないスタイルをめざした曲が多く、レコーディングは試行錯誤を繰り返したが、今までにないものが生まれつつある喜びと興奮を感じ、スリルもあり楽しかった。
レコーディングは歌とバック同時録音で行われ、歌が一番良いテイクを選んだ。他のメンバーが多少間違えても、楽しいテイクをOKにした。また、オルガンの音が入っていなくても、入っているように聴こえたら、オルガンはいらないなど岡林が判断した。

### エピソード
- 1980年頃、レコーディングなどで付き合いのあった平野融に岡林から電話があり、「ロックのビートに日本語を乗せるのは、英語風に発音するしかない。それだと日本語がはっきり伝えられない。日本人だから民謡のリズムがヒントになるんじゃないだろうか」と話したという[10][3]。前述の「ベアナックルレヴュー」のツアーの合間にも、「エンヤトットができ始めた。その曲も試しでやってみたんだけど、なんかいけるかもしれない」と岡林から連絡があった[10]。
- 本アルバムは、前述「ベアナックルレヴュー'85」で200箇所以上全国を回った後に完成し、また次の全国へ向かう中、どうにか会場でカセットテープでの直接販売をしたかった。ただ「レコード会社から発売されたものは小売店からしか発売できない」というレコード協約が大きな壁となったこと、レコード会社がこのアルバムに対して気乗りしていないことなどから、レコード会社を通しての販売は難しいとなり、自主制作で販売することになった[9]。25年以上CD化されなかったが、2015年にようやくCD化された。

## 収録曲
全作詞・作曲：岡林信康

### Side A
1. ロコモーション  –  (5:10)
2. ダンスミュージック  –  (2:37)
3. JAPANESE MUSICIAN  –  (4:09)
4. だからアンタは幸せだ!!  –  (4:00)
5. サムルノリ – 熱い風 –   –  (3:46)

### Side B
1. はるか深き光に  –  (4:07)
2. Darling I'll Say Good-Bye  –  (4:30)
  - ネオン街にでかける予定が、知人の元アレンジャーである深瀬俊夫の自宅の中に作ってあった小さなスタジオで、世間話したりギターを触ったりしていたところ、曲はできていたが詞の構想が浮かばない曲があり、「それならまずカラオケ作ってやるよ」と深瀬に言われ、本当は呑みに行きたかったが、無下に断ることもできず、彼の勢いにつられそのまま徹夜で制作作業は進み、翌日の明け方に12時間にも及ぶ末できた作品[11]。
3. '84 冬  –  (5:36)
  - 闘病中の父を想って、ツアー中のホテルで作った曲[12]。自分にとっての父、子どもたちにとっての父である自分、父にとっての自分たちという想いが込められている[11]。
4. 嘆きの淵にある時も  –  (3:45)
5. 我が祖国  –  (3:25)

## レコーディング・メンバー

### ミュージシャン
- 唄  –  岡林信康

### スタッフ
- 平野融
- 吉田豊

## 発売履歴
| 発売日       | レーベル | 規格           | 規格品番 | 備考                       |
| ------------ | -------- | -------------- | -------- | -------------------------- |
| 1987年       | 自主制作 | カセットテープ | BMT-0001 | コンサート会場でのみ販売。 |
| 2015年9月9日 | Fuji     | CD             | ONL-9    | 初CD化。                   |